# Női 4 × 5 km-es sífutóváltó a 2006. évi téli olimpiai játékokon
A 2006. évi téli olimpiai játékokon a sífutás női 4 × 5 km-es váltó versenyszámát február 18-án rendezték Pragelatóban. Az aranyérmet az orosz csapat nyerte meg. A versenyszámban nem vett részt magyar csapat.

## Végeredmény
A csapatok első és második tagja klasszikus stílusban, a harmadik és negyedik tagja szabad stílusban teljesítette a távot. Az időeredmények másodpercben értendők.
| Helyezés | Csapat | Idő                                       |
| -------- | --- | ----------------------------------------- |
| Arany    | Oroszország (RUS) · Natalja Baranova-Maszalkina · Larisza Kurkina · Julija Csepalova · Jevgenyija Medvegyeva-Arbuzova | 54:47,7 14:34,9 14:41,8 12:41,2 12:49,8   |
| Ezüst    | Németország (GER) · Stefanie Böhler · Viola Bauer · Evi Sachenbacher-Stehle · Claudia Künzel                          | 54:57,7 14:33,9 14:19,5 12:50,6 13:13,7   |
| Bronz    | Olaszország (ITA) · Arianna Follis · Gabriella Paruzzi · Antonella Confortola · Sabina Valbusa                        | 54:58,7 14:32,0 14:26,1 13:05,0 12:55,6   |
| 4.       | Svédország (SWE) · Anna Dahlberg · Elin Ek · Britta Norgren · Anna-Carin Strömstedt                                   | 55:00,3 14:23,9 14:38,6 12:55,0 13:02,8   |
| 5.       | Norvégia (NOR) · Kristin Størmer Steira · Hilde Gjermundshaug Pedersen · Kristin Mürer Stemland · Marit Bjørgen       | 55:21,8 14:23,5 14:29,3 13:03,7 13:25,3   |
| 6.       | Csehország (CZE) · Helena Erbenová · Kamila Rajdlová · Ivana Janečková · Kateřina Neumannová                          | 55:46,3 14:40,8 15:03,0 13:16,6 12:45,9   |
| 7.       | Finnország (FIN) · Aino-Kaisa Saarinen · Virpi Kuitunen · Riitta-Liisa Lassila · Kati Venäläinen                      | 55:55,8 14:21,1 14:30,4 13:13,4 13:50,9   |
| 8.       | Ukrajna (UKR) · Katerina Hrihorenko · Tetyana Zavalij · Viktorija Jakimcsuk · Valentina Sevcsenko                     | 56:36,3 14:56,5 15:01,8 13:33,4 13:04,6   |
| 9.       | Franciaország (FRA) · Aurélie Perrillat Storti · Karine Philippot · Cecile Storti · Émilie Vina                       | 56:41,4 14:27,9 14:31,2 13:22,1 14:20,2   |
| 10.      | Kanada (CAN) · Milaine Thériault · Sara Renner · Amanda Ammar · Beckie Scott                                          | 56:49,8 15:09,6 14:04,5 14:31,5 13:04,2   |
| 11.      | Svájc (SUI) · Seraina Mischol · Laurence Rochat · Natascia Leonardi Cortesi · Seraina Boner                           | 56:52,4 14:25,3 15:03,4 13:29,4 13:54,3   |
| 12.      | Japán (JPN) · Fukuda Nobuko · Isida Maszako · Jokojama Szumiko · Nacumi Madoka                                        | 56:57,8 14:20,0 15:22,8 13:18,8 13:56,2   |
| 13.      | Kazahsztán (KAZ) · Okszana Jackaja · Jevgenyija Volosenko · Jelena Kolomina · Szvetlana Malahova-Siskina              | 57:52,9 15:02,6 15:52,3 13:41,8 13:16,2   |
| 14.      | Egyesült Államok (USA) · Wendy Kay Wagner · Kikkan Randall · Sarah Konrad · Rebecca Dussault                          | 57:58,4 15:00,0 15:28,5 13:43,5 13:46,4   |
| 15.      | Fehéroroszország (BLR) · Alena Szannyikava · Ljudmila Korolik · Kacjarina Rudakova · Volha Vasziljonak                | 58:19,5 14:54,0 15:24,0 14:09,9 13:51,6   |
| 16.      | Kína (CHN) · Vang Csun-li · Li Hung-hszüe · Liu Jüan-jüan · Szung Po                                                  | 58:42,5 14:58,0 15:01,6 13:47,5 14:55,4   |
| 17.      | Észtország (EST) · Piret Pormeister · Silja Suija · Kaili Sirge · Tatjana Mannima                                     | 1:00:24,4 15:46,7 16:03,5 14:12,6 14:21,6 |